# Serhij Odarycz
Serhij Ołehowycz Odarycz (ukr. Сергій Олегович Одарич) (ur. 26 czerwca 1967 w Niżynie) — ukraiński działacz społeczny i gospodarczy, samorządowiec, mer Czerkas w latach 2006–2013 oraz 2014–2015.

## Życiorys
Studiował na Wydziale Mechaniki i Matematyki Kijowskiego Uniwersytetu Państwowego. W 1988 zaangażował się w działalność w Ludowym Ruchu Ukrainy, był m.in. wiceszefem miejskiej organizacji w Kijowie, a później wicesekretarzem generalnym partii (1990—1995). W 1990 kierował kampanią wyborczą Demokratycznego Bloku Ukrainy, rok później kampanią Wiaczesława Czornowiła, a w 1994 kampanią W. Czerniaka na urząd prezydenta Kijowa. Pełnił obowiązki sekretarza Rady Ludowej w Radzie Najwyższej I kadencji (1990—1994).
Założył i redagował kijowskie czasopismo opozycyjne "My" (1996), był twórcą i przewodniczącym Stowarzyszenia Społeczeństwa Przeciw Korupcji "Czyste ręce" (1997), kierował Centrum "Demokratyczne Inicjatywy" oraz think-tankiem "Ukraińska perspektywa". Był dyrektorem ds. marketingu w wydawnictwie "Hałyćki kontrakty" (2000-2001) oraz prezesem ukraińsko-włoskiej spółki "Weneto" (2006).
W latach 2001—2002 stał na czele sztabu wyborczego partii "Jabłuko" (Яблуко). Od 2002 zamieszkuje Czerkasy, gdzie pracował jako dyrektor kombinatu obróbki drewna "Czerkaśkyj DOK" (ukr. Черкаський деревообробний комбінат, 2003-2005). Obecnie pełni funkcję honorowego przewodniczącego klubu koszykarskiego "Czerkaśki mawpy".
W 2006 kandydował do Rady Najwyższej Ukrainy z listy Bloku Julii Tymoszenko, którego był członkiem, jednak mandatu nie zdobył. W wyborach samorządowych z marca 2006 uzyskał mandat radnego Czerkas. W listopadzie tego roku został wybrany merem miasta. Funkcję tę pełnił w latach 2006–2013 oraz 2014–2015. Odarycz należał Partii Wolnych Demokratów, od czerwca 2007 jest honorowym przewodniczącym ugrupowania.
Jest żonaty z Anżelą, mają syna Andrija i córkę Natalię. Prowadzi swój blog w Internecie.